# 万柏林区
万柏林区（まんはくりん-く）は中華人民共和国山西省太原市に位置する市轄区。

## 行政区画
- 街道:千峰街道、下元街道、和平街道、興華街道、万柏林街道、杜児坪街道、白家荘街道、南寒街道、東社街道、王化街道、小井峪街道、西銘街道、長風西街街道、神堂溝街道